# 海德山麓圣约翰
海德山麓圣约翰是奥地利施蒂利亚州哈特贝格县的一个市镇。总面积23.53平方公里，总人口1985人，人口密度84.4人/平方公里（2005年）。